# The Cherrytree Sessions
The Cherrytree Sessions é o primeiro extended play (EP) da cantora e compositora norte-americana Lady Gaga. Lançado a 3 de Fevereiro de 2009 nos Estados Unidos, é constituído de duas canções da cantora, "Poker Face" e "Just Dance" interpretadas ao vivo nos estúdios da editora Cherrytree Records, conhecidos como The Cherrytree House, e um remix onde o instrumental é alterado por um piano eletrônico sofisticado, seguindo as batidas de um beatbox, do single "Eh, Eh (Nothing Else I Can Say)". The Cherrytree Sessions foi inicialmente divulgado apenas através da Borders Group e via download digital, antes de ser ré-lançado em CD em Agosto de 2010. O EP recebeu, em geral, opiniões positivas pelos críticos especialistas em música contemporânea, que elogiaram as habilidades vocais de Gaga e a instrumentação das três faixas, incluindo a incorporação não-habitual de estilos como o cabaret e o beatboxing.

## Antecedentes
Um vídeo da Gaga visitando a The Cherrytree House foi postado no site oficial da Cherrytree Records. O vídeo começa com Gaga e Space Cowboy fazendo uma surpresa para o gerente da gravadora, Martin Kierszenbaum, em seu escritório. Depois de discutirem as suas viagens internacionais, Gaga começa a performar uma versão acústica de "Brown Eyes" no piano onde se apresentou para Kierszenbaum a primeira vez em que se encontraram. Ela e Space Cowboy em seguida, executaram uma versão simplificada de "Just Dance" no teclado, antes de Gaga voltar ao piano para performar uma versão acústica de "Poker Face".

## Recepção
Mark Beech da Bloomberg L.P deu à The Cherrytree Sessions uma opinião positiva, atribuindo-lhe três de quatro estrelas. Ele elogiou as habilidades vocais de Gaga e notou que o EP "mostra que Lady Gaga não é feita só de minissaias e combustíveis que lançam fogos". Simon Gage do Daily Express deu ao álbum três de cinco estrelas, expressando sua surpresa ao ouvir a habilidade vocal de Gaga. "Frequentemente escondido naqueles vozes de Eurobeats cativantes", ele notou, "sobre as versões originais, as versões mais simples de faixas como "Poker Face" e "Just Dance", sua voz fica um pouco mais brilhante nessas canções".
The Cherrytree Sessions estreou na posição de número 45 nas paradas do México em 20 de agosto de 2010, e subiu para a posição 32 na semana seguinte. De acordo com a Nielsen Soundscan, o EP vendeu 9.000 cópias somente nos Estados Unidos.

## Lista de faixas
| N.º | Título                                                                      | Compositor(es)                   | Produtor(es)                      | Duração |  |
| 1.  | "Poker Face" (Live at the Cherrytree House Piano & Voice Version)           | Lady Gaga, RedOne                | Martin Kierszenbaum               | 3:38    |  |
| 2.  | "Just Dance" (Live at the Cherrytree House Stripped Down Version)           | Lady Gaga, RedOne, Aliaune Thiam | Martin Kierszenbaum, RedOne       | 2:06    |  |
| 3.  | "Eh, Eh (Nothing Else I Can Say)" (Electric Piano & Human Beat Box Version) | Lady Gaga, Martin Kierszenbaum   | Martin Kierszenbaum               | 3:03    |  |
| 4.  | "Christmas Tree" (com Space Cowboy)                                         | Lady Gaga, Nick Dresti           | Martin Kierszenbaum, Space Cowboy | 2:26    |  |

## Datas de Lançamento
| Data                      | Formato          | Gravadora          |
| ------------------------- | ---------------- | ------------------ |
| 3 de Fevereiro, 2009      | Download Digital | Cherrytree Records |
| 24 de Fevereiro, 2009     | CD               | Cherrytree Records |
| 29 de Junho, 2009 Irlanda | CD               | Polydor Records    |